# Superdetectiu a Hollywood: Axel F.
Superdetectiu a Hollywood: Axel F. és una pel·lícula de comèdia d'acció estatunidenca dirigida per Mark Molloy, escrita per Will Beall, Tom Gormican i Kevin Etten, a partir d'una història del mateix Beall. És la quarta entrega de la sèrie de pel·lícules de Superdetectiu a Hollywood i una seqüela de Beverly Hills Cop III (1994). Eddie Murphy (també n'és el productor) fa el paper d'Axel Foley, juntament amb Judge Reinhold, John Ashton, Paul Reiser i Bronson Pinchot, que reprenen els seus papers de pel·lícules anteriors de la franquícia, mentre que Joseph Gordon-Levitt, Taylour Paige i Kevin Bacon en protagonitzen de nous. S'ha doblat i subtitulat al català.
La pel·lícula va entrar en desenvolupament a mitjans de la dècada de 1990, sota la productora de Murphy. Al llarg dels anys es van incorporar diversos directors i guionistes, com Brett Ratner i Adil El Arbi i Bilall Fallah. Molloy va ser contractat per dirigir-la l'abril de 2022, i la producció va començar a Califòrnia aquell agost. Netflix va programar l'estrena pel 3 de juliol de 2024.